# Chamizal, Puebla
Chamizal är en ort i Mexiko.   Den ligger i kommunen Coronango och delstaten Puebla, i den sydöstra delen av landet, 90 km öster om huvudstaden Mexico City. Chamizal ligger 2 188 meter över havet och antalet invånare är 173.
Terrängen runt Chamizal är en högslätt. Runt Chamizal är det mycket tätbefolkat, med 1 573 invånare per kvadratkilometer. Närmaste större samhälle är Puebla de Zaragoza, 14,6 km sydost om Chamizal. Omgivningarna runt Chamizal är en mosaik av jordbruksmark och naturlig växtlighet.